# 대정역
대정역(Daejeong station, 大井驛)은 경기도 고양시 덕양구 대장동에 위치한 교외선의 철도역이다.
서울 근교 나들이로 자주 이용하는 역이었지만, 2004년 4월 1일부터 여객 취급이 중지되었다. 인근에 대곡초등학교와 한국수자원공사 고양관리단, 명지병원이 있다. 전용선으로 대정 보급선(가칭)이 있으나 본선과 연결되지 않는다.

## 역사
- 1967년 1월 9일 : 임시승강장으로 영업 개시[1]
- 1969년 4월 10일 : 무배치간이역으로 승격[2]
- 1978년 11월 15일 : 을종승차권대매소로 영업 개시
- 1986년 4월 1일 : 배치간이역으로 지정
- 1987년 4월 1일 : 무배치간이역으로 격하
- 2004년 4월 1일 : 여객취급 중지

## 사진

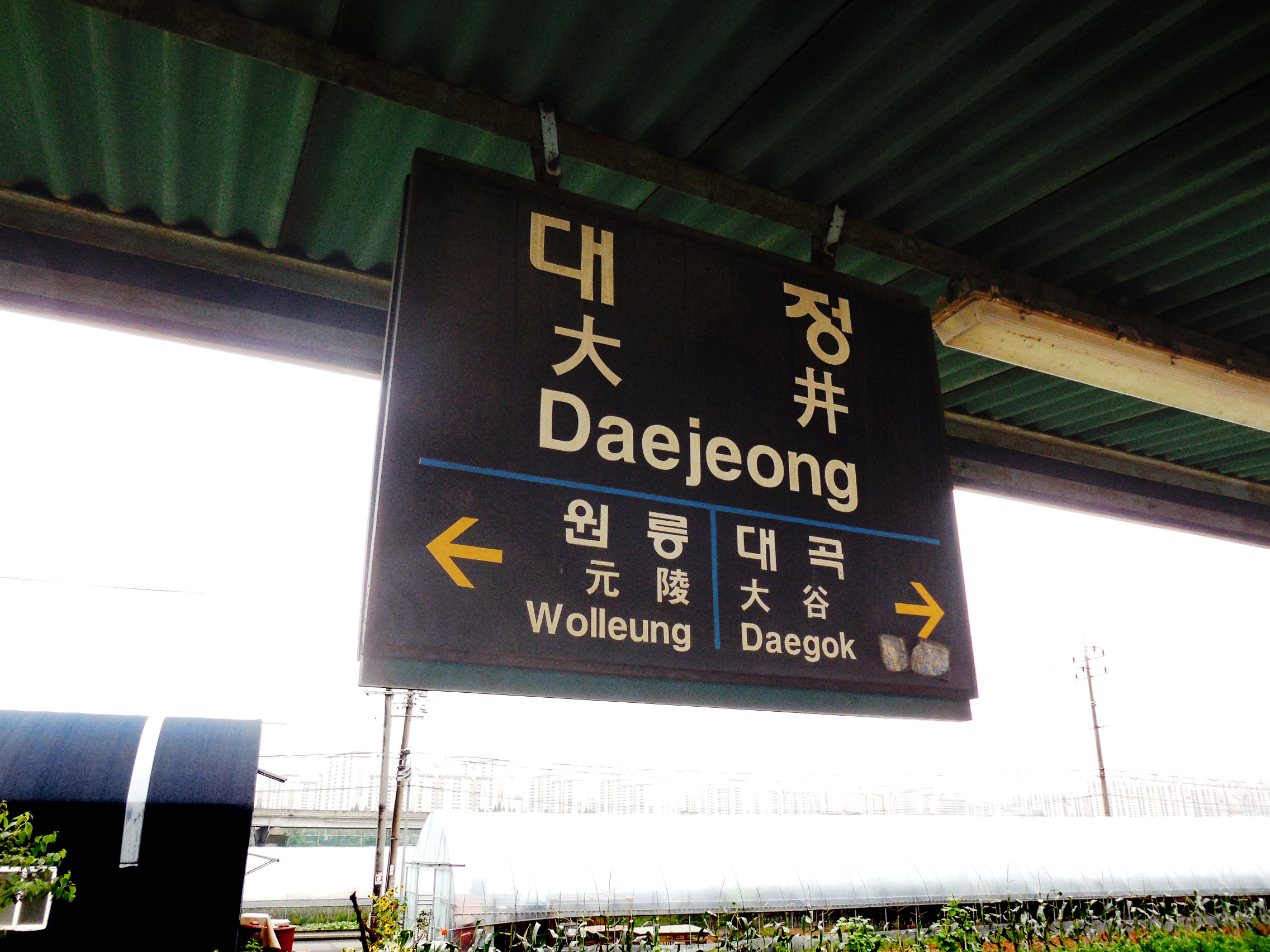
달대식 역명판
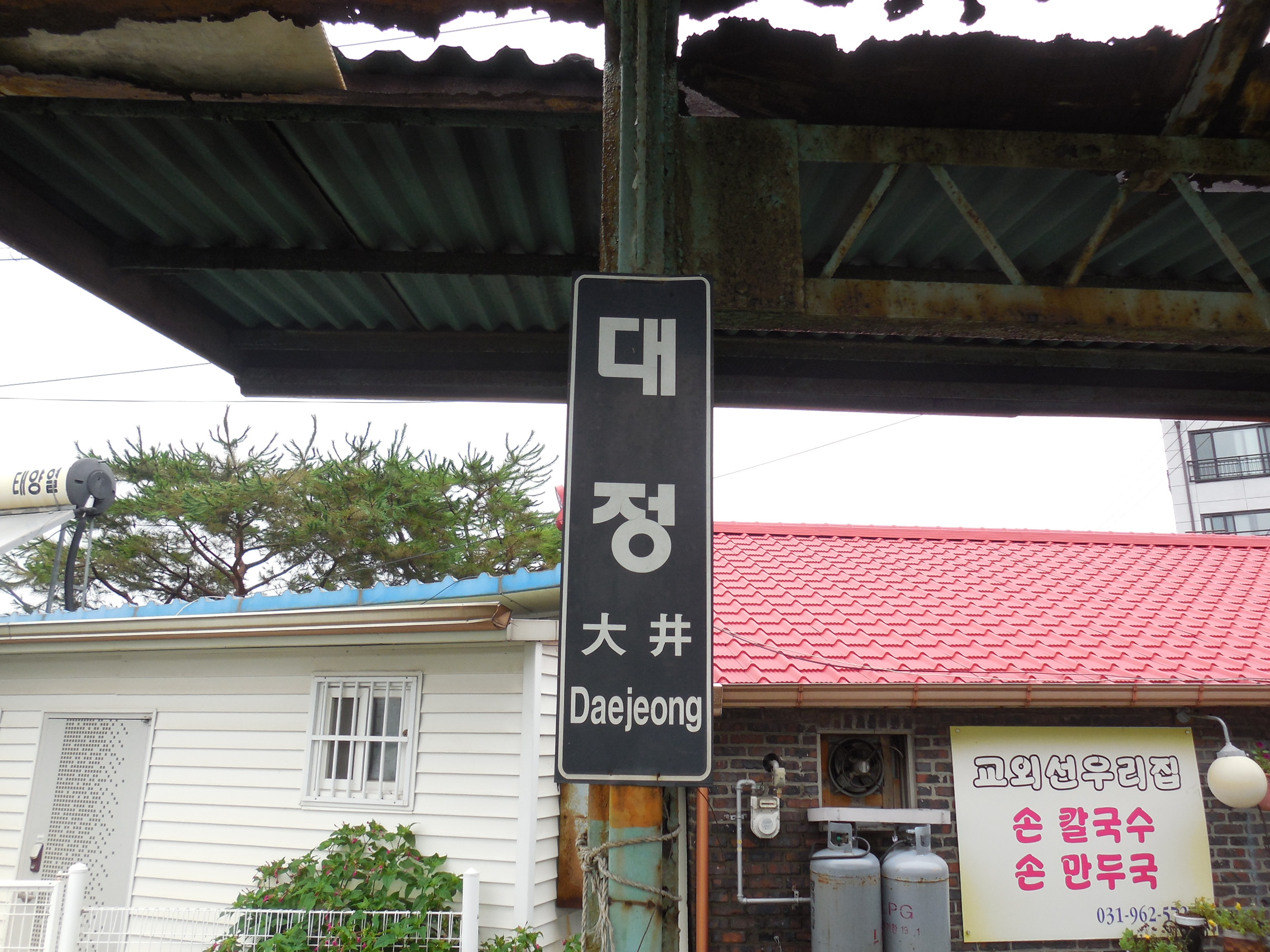
기둥식 역명판